# Magdalena Ziółkowska
Magdalena Ziółkowska (ur. 9 lipca 1981 w Zgierzu) – polska historyczka i krytyczka sztuki, kuratorka, doktorka nauk humanistycznych. W latach 2014–2018 dyrektorka Galerii Sztuki Współczesnej „Bunkier Sztuki” w Krakowie.

## Życiorys
Absolwentka historii sztuki Uniwersytetu Warszawskiego (2005). W 2007 ukończyła kurs z kuratorstwa w De Appel Arts Centre w Amsterdamie, odbyła także kursy i staże w Kunstverein für Rheilande und Westfallen w Düsseldorfie i Fundacji Galerii Foksal w Warszawie. W 2013 obroniła na Wydziale Historycznym UW doktorat „Muzeum Sztuki Aktualnej – dyskurs i wydarzenie”. 
W latach 2006–2010 pracowała jako kuratorka w Van Abbemuseum w Eindhoven, w latach 2008–2014 pracowała na stanowisku kuratorki w Muzeum Sztuki w Łodzi. Ziółkowska jest współautorką i wiceprezeską Zarządu Fundacji Andrzeja Wróblewskiego w Warszawie. W 2014 została powołana przez prezydenta Krakowa Jacka Majchrowskiego na stanowisko dyrektorki Galerii Sztuki Współczesnej „Bunkier Sztuki” w Krakowie, funkcję tę pełniła do 2018. W 2018 ponownie zaczęła pracę na stanowisku kuratorki w Muzeum Sztuki w Łodzi. 
W latach 2020–2022 pracowała w Centralnym Muzeum Włókiennictwa w Łodzi na stanowisku kierowniczki Działu Tkanin Artystycznych. Od 2023 jest pracownikiem dydaktycznym Akademii Sztuki w Szczecinie w Katedrze Kuratorstwa i Realizacji Wystaw.

## Nagrody
- Stypendium dla doktorantów Szkoły Nauk Społecznych w Warszawie[9]
- Stypendium „Młoda Polska” Narodowego Centrum Kultury[9]
- Stypendium za osiągnięcia naukowe oraz grant Ambasady Królestwa Niderlandów na studia kuratorskie (De Appel Arts Centre w Amsterdamie)[9].
- Nagroda Marszałka Województwa Łódzkiego w kategorii „Osobowość kulturalna”, 2012[9].

## Wybrane publikacje
- Jerzy Ludwiński, Notes from Future of Art. Selected Writings of Jerzy Ludwiński, tom pism z teorii sztuki nowożytnej oraz eseje na jego temat pióra czołowych artystów sztuki współczesnej w Polsce, pod redakcją Magdaleny Ziółkowskiej, autorzy: Luiza Nader, Paweł Polit, Wanda Gołkowska, Jan Chwałczyk, Jarosław Kozłowski, Ola Berłożecka, Eindhoven: Veenman Pub., Holandia 2008, ISBN 978-90-8690-135-7.